# Бородчиці (зупинний пункт)
Боро́дчиці — пасажирський залізничний зупинний пункт Львівської дирекції Львівської залізниці на електрифікованій лінії Стрий — Ходорів між станціями Жидачів (6 км) та Ходорів (6 км). Розташований поблизу підстанції «Західноукраїнська» (750/330  кВ), в однойменному селі Стрийського району Львівської області.

## Пасажирське сполучення
На зупинному пункті Бородчиці зупиняються приміські електропоїзди сполученням  Стрий — Ходорів